# Dobroljupci
Dobroljubci (cyr. Доброљубци) – wieś w Serbii, w okręgu rasińskim, w gminie Aleksandrovac. W 2011 roku liczyła 341 mieszkańców.